# Aniquilació electró-positró

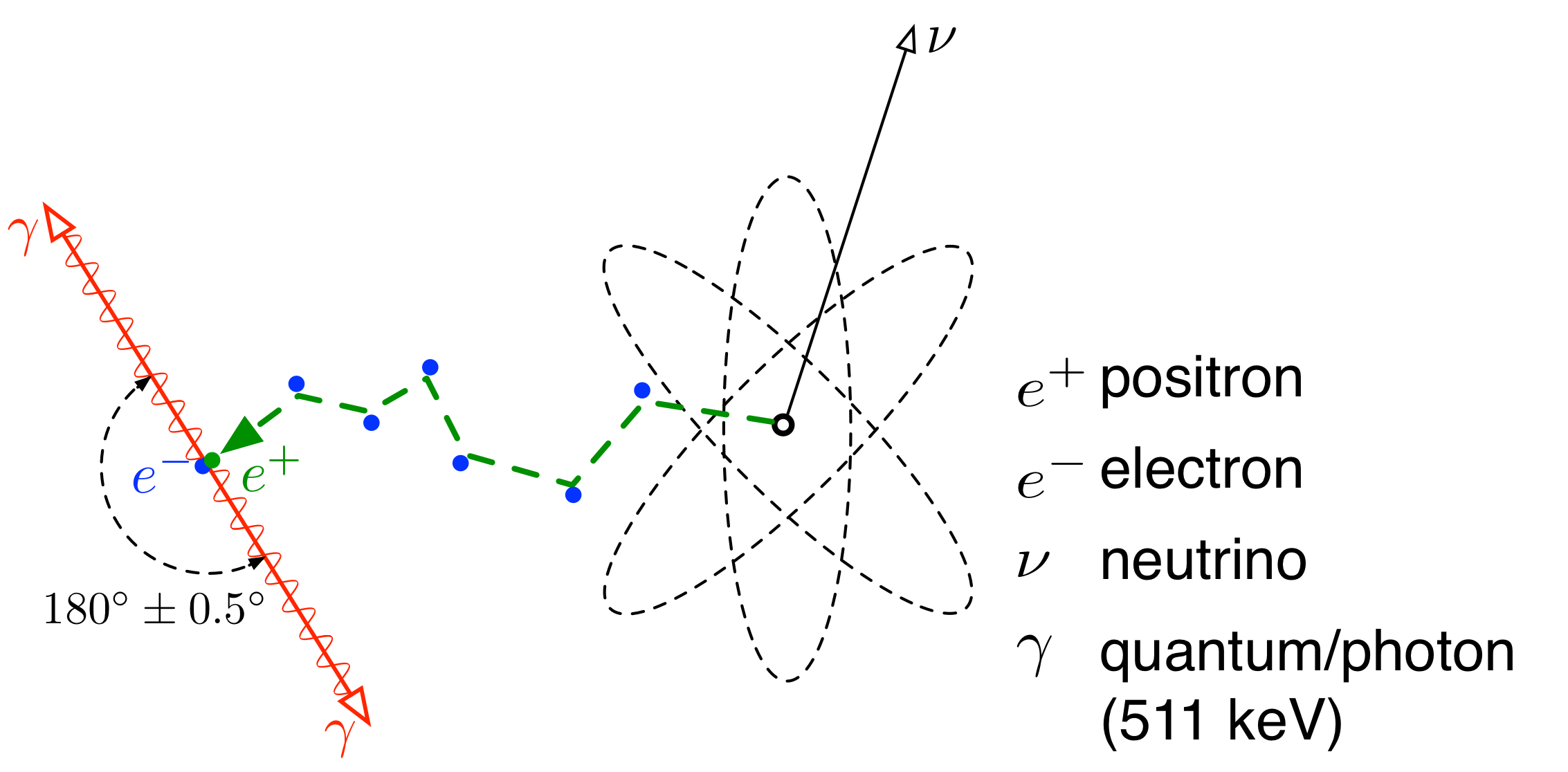
Aniquilació electron-positrons natural com a resultat de la desintegració beta més

L'aniquilació electró-positró es produeix quan un electró (e−) i un positró (e+, l'antipartícula de l'electró) xoquen. A baixes energies, el resultat de la col·lisió és l'aniquilació de l'electró i el positró i la creació de dos fotons energètics:
e− + e+ → γ + γ
A altes energies, es poden crear altres partícules, com els mesons B o els bosons W i Z. Tots els processos han de complir una sèrie de lleis de conservació, com ara:
- Conservació de la càrrega elèctrica. La càrrega neta abans i després és zero.
- Conservació del moment lineal i de l'energia total. Això prohibeix la creació d'un sol fotó. Tanmateix, en la teoria quàntica de camps aquest procés està permès; vegeu exemples d'aniquilació.
- Conservació del moment angular.
- Conservació del nombre total de leptons (és a dir, net), que és el nombre de leptons (com l'electró) menys el nombre d'antileptons (com el positró); això es pot descriure com una llei de conservació de la matèria (net).

Com amb dos objectes carregats qualsevol, els electrons i els positrons també poden interactuar entre ells sense aniquilar-se, en general per dispersió elàstica.

## Aniquilació a baixa energia
Només hi ha un conjunt molt limitat de possibilitats per a l'estat final. El més probable és la creació de dos o més fotons gamma. La conservació de l'energia i el moment lineal prohibeixen la creació d'un sol fotó. (Es pot produir una excepció a aquesta regla per als electrons atòmics estretament lligats.) En el cas més comú, es creen dos fotons gamma, cadascun amb energia igual a l'energia en repòs de l'electró o positró (0,511 MeV) que reben sovint el nom de radiació d'aniquilació. Un marc de referència convenient és aquell en què el sistema no té moment lineal net abans de l'aniquilació; així, després de la col·lisió, els fotons gamma s'emeten en direccions oposades. També és habitual que es creïn tres, ja que en alguns estats de moment angular, això és necessari per conservar la paritat de càrrega. També és possible crear un nombre més gran de fotons, però la probabilitat es fa més baixa amb cada fotó gamma addicional perquè aquests processos més complexos tenen amplituds de probabilitat més baixes.
Com que els neutrins també tenen una massa més petita que els electrons, també és possible, però molt poc probable, que l'aniquilació produeixi un o més parells neutrino-antineutrins. La probabilitat d'aquest procés és de l'ordre de 10.000 vegades menys probable que l'aniquilació en fotons. El mateix seria cert per a qualsevol altra partícula, que sigui tan lleugera, sempre que comparteixin almenys una interacció fonamental amb els electrons i cap llei de conservació ho prohibeix. Tanmateix, no es coneixen altres partícules d'aquest tipus.

## Aniquilació a alta energia
Si l'electró o el positró, o tots dos, tenen energies cinètiques apreciables, també es poden produir altres partícules més pesants (com els mesons D o els mesons B), ja que hi ha prou energia cinètica a les velocitats relatives per a proporcionar les energies de repòs d'aquestes noves partícules produïdes. Alternativament, és possible produir fotons, però sorgiran amb energies cinètiques més altes.
A energies properes i més enllà de la massa dels portadors de la força feble, els bosons W i Z, la força de la interacció feble esdevé comparable a la força electromagnètica. Com a resultat, és molt més fàcil produir partícules com els neutrins que només interactuen feblement amb altres partícules.

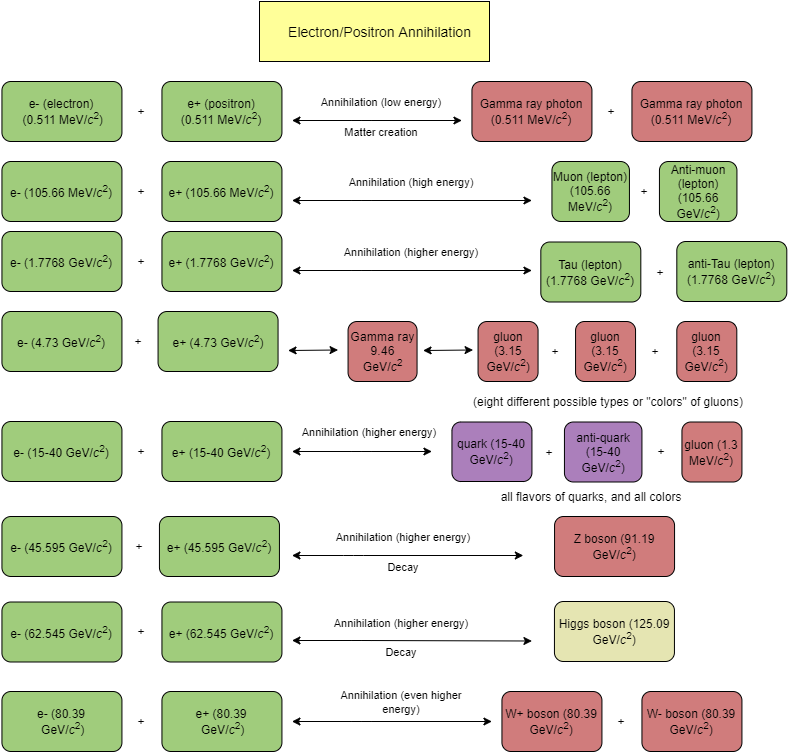
Aniquilació d'electrons/positrons a diferents energies

Els parells de partícules més pesats produïts fins ara per l'aniquilació electró-positró en acceleradors de partícules són W+ W− parells (massa 80,385 GeV/c2 × 2). La partícula d'una sola càrrega més pesada és el bosó Z (massa 91,188 GeV/c2). La motivació motriu per construir l'International Linear Collider és produir els bosons de Higgs (massa 125,09 GeV/c2) d'aquesta manera.

## Usos pràctics
El procés d'aniquilació electró-positrons (radiació d'aniquilació) és el fenomen físic en què es basa la tomografia per emissió de positrons (PET) i l'espectroscòpia d'aniquilació de positrons (PAS). També s'utilitza com a mètode per mesurar la superfície de Fermi i l'estructura de la banda en metalls mitjançant una tècnica anomenada Correlació angular de la radiació d'aniquilació de positrons electrònics. També s'utilitza per a la transició nuclear. L'espectroscòpia d'aniquilació de positrons també s'empra per a l'estudi de defectes cristal·logràfics en metalls i semiconductors; es considera l'única sonda directa per defectes de tipus vacant.